# Aspidostemon fungiformis
Aspidostemon fungiformis là loài thực vật có hoa trong họ Nguyệt quế. Loài này được Henk van der Werff mô tả khoa học đầu tiên năm 2006.